# Динівці
Ди́нівці — село в Україні, в Новоселицькій міській громаді Чернівецького району Чернівецької області.

## Географія
Село Динівці розташоване в південно-західній частині України. Через поселення проходить автошлях національного значення Н03 Житомир — Чернівці.

### Клімат
Динівці знаходяться в межах вологого континентального клімату із теплим літом, тут весна настає на 2 тижні раніше.

## Історія
Вперше село Динівці згадується в документі від 20 грудня 1437 року.
За даними на 1859 рік у власницькому селі Диноуці Хотинського повіту Бессарабської губернії, мешкало 1554 особи (788 чоловічої статі та 766 — жіночої), налічувалось 238 дворових господарства, існувала православна церква.
Станом на 1886 рік у власницькому селі Новоселицької волості мешкало 1519 осіб, налічувалось 300 дворових господарств, існувала православна церква.
Мешканці села зазнали каральної акції операції «Захід».
З 24 серпня 1991 року село входить до складу незалежної України.
У 2015 році шляхом об'єднання сільських рад, село увійшло до складу Новоселицької міської громади, до цього органом місцевого самоврядування була Диновецька сільська рада.
17 липня 2020 року, в результаті адміністративно-територіальної реформи та ліквідації Новоселицького району, село увійшло до складу Чернівецького району.

## Населення
Населення становить 3193 осіб згідно перепису 2001 року.

### Мова
Розподіл населення за рідною мовою за даними перепису 2001 року:
| Мова       | Відсоток |
| ---------- | -------- |
| румунська  | 96,15%   |
| українська | 3,48%    |
| російська  | 0,37%    |

## Галерея

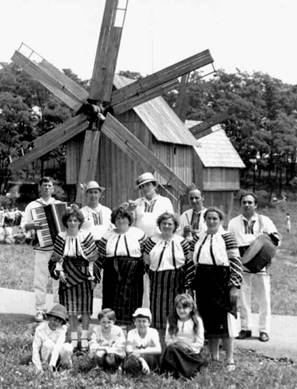
Динівці
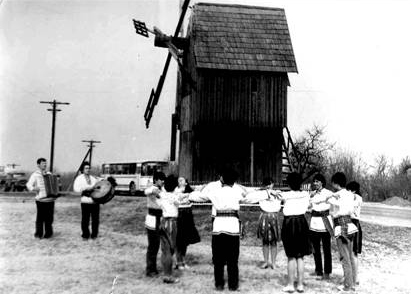
Динівці
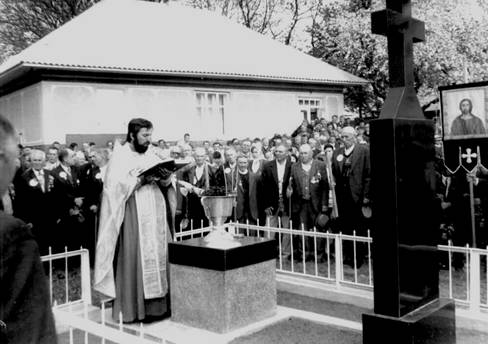
Динівці